# Zoila Ugarte de Landívar
Zoila Clotilde Ugarte de Landívar (conocida también por su seudónimo Zarelia, El Guabo, 27 de junio de 1864 - Quito, 16 de noviembre de 1969) fue una escritora, periodista, activista por los derechos humanos y feminista ecuatoriana; fue la primera mujer en ejercer el periodismo en Ecuador, junto a Hipatia Cárdenas de Bustamante (1889-1972) y una de las pioneras en el ámbito de la defensa del sufragio femenino en Ecuador.
Como precursora del periodismo femenino ecuatoriano, su carrera partió en la segunda mitad de la década de 1880. Comenzó a utilizar el seudónimo periodístico Zarelia en el semanario Tesoro del Hogar, fundado por Lastenia Larriva de Llona, que funcionó entre 1887 y 1893. Además, fue la «primera directora y redactora del periódico político La Prensa, en 1911». Como escritora, siguió una tendencia liberal en 1905, fundó la revista La Mujer, mientras que ocupó el cargo de directora de la Biblioteca Nacional.
En el ámbito del activismo feminista, fundó en 1922 la Sociedad Feminista Luz del Pichincha, organización de la que fue su presidenta; además, en 1930 fundó el Centro Feminista Anticlerical, agrupación que luchó por el respeto al derecho a voto femenino en su país tras su aprobación en 1929 y la aparición de grupos que estaban en contra.

## Biografía

### Infancia y juventud
Hija de Juan de Dios Ugarte Benavides, nacido en Guayaquil, y la señora Juana Seas Pérez, natural de Machala. Nació en 1864 El Guabo, provincia del El Oro; es la quinta de once hermanos. Se cree que sus primeros estudios pudo realizarlos en la ciudad de Lima o en Guayaquil, en su hogar eran frecuentes las pláticas sobre historia, libros, música.
Tras la muerte de sus padres, se trasladó a la ciudad de Guayaquil, donde simpatízó por la causa liberal y comenzó a realizar sus primeras publicaciones en el Tesoro del Hogar. El 24 de noviembre de 1893 contrajo matrimonio con el coronel Julio Landívar, con quien procreó a su único hijo Jorge Landívar Ugarte, quien años más tarde sería escritor y uno de los precursores del antiguo partido socialista ecuatoriano. La pareja vivió uno tiempo en Ambato, Quito y posteriormente en Lima donde traba amistad con Ricardo Palma, director de la Biblioteca Nacional de Lima de aquel entonces. Siendo una madre de familia joven, continuó dedicándose a la escritura, la literatura y los primeros pasos de lo que sería su activismo en favor de los derechos de la mujer.

### Aportes literarios
Al trasladarse a la ciudad de Guayaquil, Zoila Ugarte incursiona en las letras. Entre 1889 y 1890 colabora con poemas, prosas y publicaciones cortas en un periódico dirigido por Lastenia Larriva de Llona bajo el seudónimo de Zarelia. Durante esta época traba amistad con personalidades del movimiento intelectual porteño, como Dolores Sucre y Numa Pompilio, a quien le dedica un artículo publicado el 23 de junio de 1903 en El Grito del Pueblo.

### Revista La Mujer

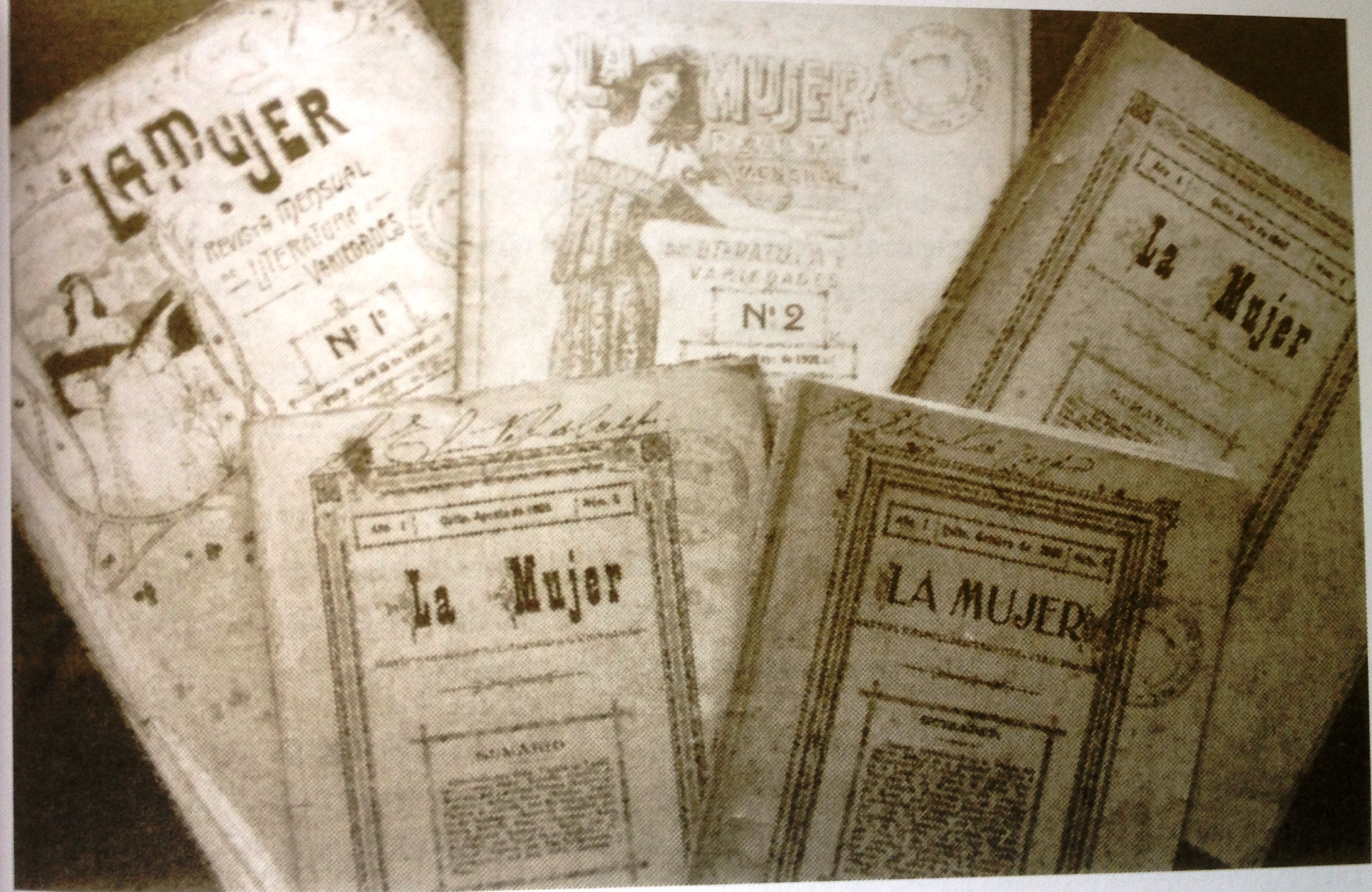
Revista La Mujer, primera revista feminista en el Ecuador, fundada por Zoila Ugarte de Landívar en 1905

La época comprendida entre los años de 1895 a 1912 se caracterizó por el auge de textos feministas y Zoila Ugarte fue una de sus principales promotoras. El 13 de abril de 1905 funda La Mujer, primera revista femenina del país, cuyo valor en aquel entonces era de cuarenta centavos, su contenido comprendía artículos sobre los derechos de las mujeres y su conquista en los aspectos políticos, sociales y laborales dentro de la sociedad; esta revista llevaba el subtítulo de Mensual de literatura y variedades y publicaba además: Cuentos, ensayos y artículos feministas escritos por otras mujeres deseosas de compartir públicamente sus ideales políticos y trabajo literario.
En las primeras ediciones de la revista, colaboraron intelectuales de la época, tales como Mercedes González de Moscoso, Ana María Albornoz y Lastenia Larriva de Llona. Algunas de las autoras colaboraron en la primera edición de forma anónima, sin embargo, a partir del segundo número, las exigencias editoriales de la revista, instó a la colaboración sin seudónimo, con el fin de promover la escritura de la mujer en espacios públicos. En la editorial del primer número Ugarte manifiesta:

La ignorancia no es garantía de felicidad, y aunque lo digan, no nos convenceremos jamás de que la mujer instruída sea incapaz de virtudes domésticas; imposible nos parece, que quien tiene aptitudes para comprender lo abstracto, no pueda ejercer cualquier oficio de aquellos, que no requieren más talento que un poco de voluntad. Las mujeres como los hombres poseemos un alma consciente, un cerebro pensador, más o menos brillante
Editorial Revista La Mujer 15 de abril de 1905

En la segunda edición de la revista, Zoila Ugarte realiza un ensayo histórico sobre la Batalla de Pichincha, en el que incluye poemas y relatos, así mismo incluye un artículo denominado La broma como contestación a los comentarios surgidos ante la publicación de la Mujer. El resto de números recopila discursos feministas y notas culturales.
La revista fue clausurada varias veces por sus mensajes que contenían ideas progresistas y la conquista de los derechos sociales y políticos para la mujer, siendo la principal causa las razones políticas.

### Bibliotecaria Nacional

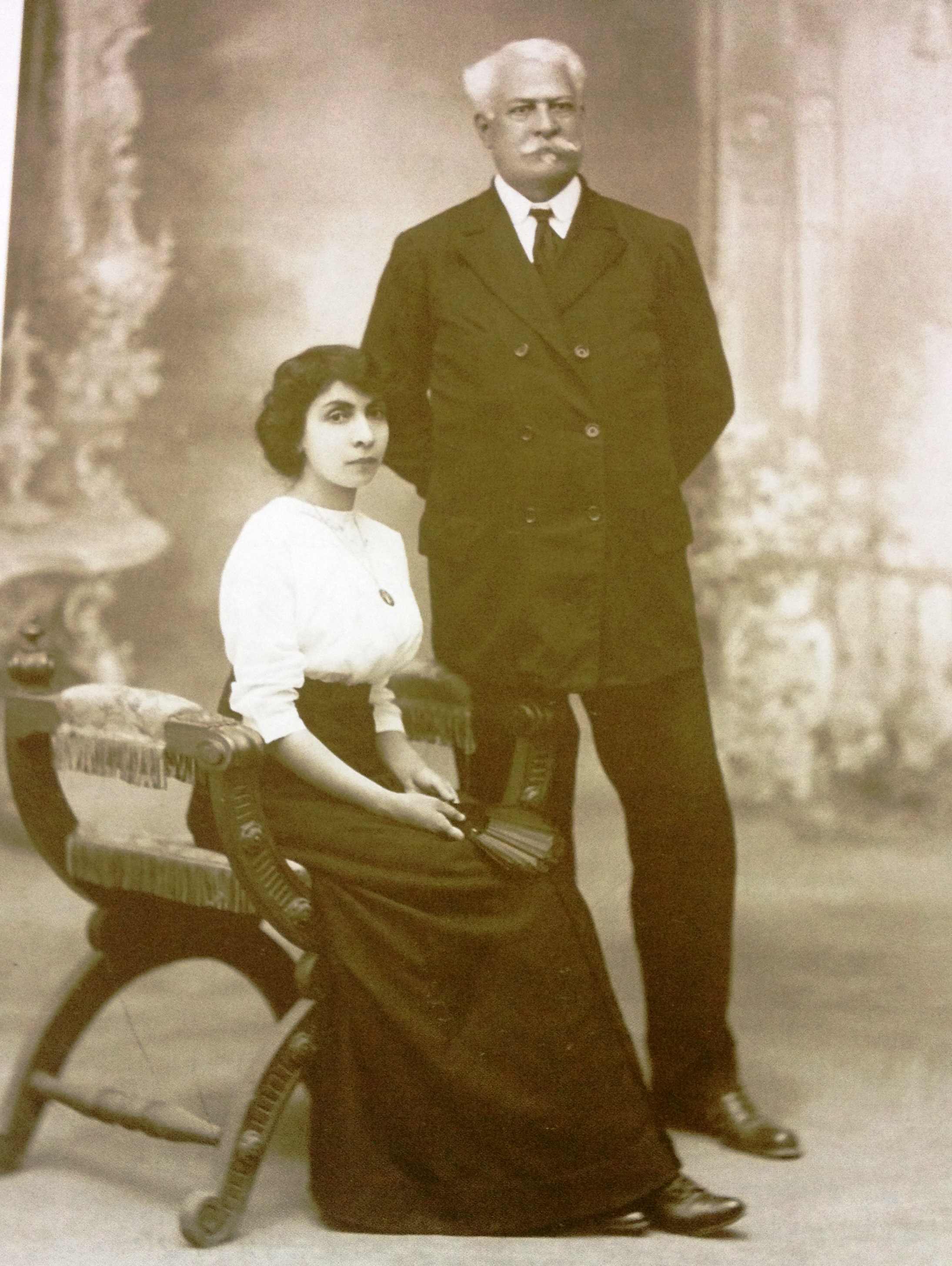
Zoila Ugarte, junto a su esposo Jorge Julio Landívar Morán, en 1893

Desde 1911 hasta 1920, Zoila Ugarte trabajó como Directora de la Biblioteca Nacional en la ciudad de Quito. La mayor parte de su obra literaria e histórica fue publicada en los boletines de esta institución. Realizó una reestructuración a las políticas administrativas de la Biblioteca y en 1918 expide la publicación mensual denominada El Boletín, donde constaba información sobre las actividades de la biblioteca, referencias de materiales de consulta e investigación y el movimiento cultural quiteño.
Durante esta época Ugarte, realizó la recopilación de documentos sobre la Batalla de Huachi, la colonización de Zamora, la Universidad Santo Tomás de Aquino hoy conocida como Universidad Central del Ecuador, documentación inédita de los archivos de Quito, así como documentos históricos de la Real Audiencia de Quito, la República y varias correspondencias presidenciales.

### Obras como escultora
Complementó su pasión por las letras con otra afición: La escultura. En 1906, se matricula en La Escuela de Bellas Artes de Quito, creada durante presidencia de Eloy Alfaro. Aquí aprende dibujo, escultura, litografía e historia del arte, obteniendo varias distinciones de honor. Sus obras fueron reseñadas en las revistas quiteñas Espejo y Revista de Bellas Artes, en esta última además escribe artículos sobre estética y arte. En 1910 realiza una exposición de su trabajo que fueron fotografiadas por varios periódicos capitalinos.

### Labor como docente y reconocimientos
Fue docente en los centros educativos: femenino Liceo Fernández Madrid y Manuela Cañizares en la ciudad de Quito. Recibió la medalla del mérito en el Grado de Oficial por parte del Ministerio de Relaciones exteriores, mediante decreto supremo de fecha 23 de abril de 1937; su labor periodística fue también homenajeada por el Comité Zoila Ugarte, precedido por el periodista Tulio Henriquez Cestari en Guayaquil junto a otros colegas, en el que le obsequiaron un álbum autografiado por varios intelectuales de aquel entonces con palabras de aprecio y reconocimiento.

### Últimos años
Durante los últimos años de su vida, forma parte de las instituciones culturales quiteñas: La sociedad Bolivariana, donde colaboró en varias publicaciones para la revista El libertador y El Círculo de la Prensa del que fue presidenta por algunos años. Continúa publicando algunos artículos para el diario El Universo, a pedido de su colega y amigo Ismael Pérez Pazmiño, además de participar de la redacción de contenido para Diario El Telégrafo y dirigió la revista Espejo donde publicó diversos textos. Tras la muerte de su hijo Jorge Landívar en 1962, vivió por un tiempo en el Asilo de Ancianos, Corazón de María en Quito. En 1966, integrantes de El círculo de la Prensa le entregan en su domicilio un reconocimiento por su trayectoria periodística. Falleció en el 16 de noviembre de 1969, casi a los 105 años de edad, dejando un legado artístico y literario inestimable para el país. 

## Militancia política y activismo feminista

### Política
Desde la revista La Mujer, y La Prensa y El Grito del Pueblo, Ugarte expresó su inclinación por la doctrina ideológica Liberal y su crítica por los problemas sociales y políticos de la época. El 3 de mayo de 1910, publicó en el Diario quiteño La Patria, una carta abierta dirigida a Ana Paredes de Alfaro,la esposa del General Eloy Alfaro, presidente de la república de ese entonces. En la que le sugería informar a su esposo sobre la prudencia de que éste dejase el poder a fin de prevenir hechos lamentables para el pueblo ecuatoriano. En 1912 continuó publicando artículos de opinión a favor del liberalismo y política nacional en los Diarios La Prensa y La patria.

### Activismo feminista
Fue una de las principales precursoras del movimiento feminista liberal a inicios del Siglo XX, a la par del surgimiento del movimiento obrero y la lucha de clases sociales, fue designada como miembro honoraria del diario El Tipógrafo en 1905, escribió en las revistas El hogar cristiano, la Ondina del Guayas, Alas junto a María Angélica Hidrovo y otras que forman parte de la abundante producción intelectual femenina de la época. Fundó el Centro de feministas anticlerical y junto a ella, lucharon por este movimiento, otras feministas como Hipatia Cárdenas de Bustamante, Mercedes Gonzáles de Moscoso, Delia Ibarra, Mary Corylé, entre otras.
Ugarte no solo luchó por los derechos de la mujer a la educación, la igualdad y su emancipación económica, sino también por su derecho al voto y su participación en dignidades políticas a través de varios artículos. Con la fundación de la Sociedad Feminista Luz del Pichincha, crea una escuela primaria y un colegio nocturno para mujeres, ambos gratuitos y visitó varias cárceles, donde tras verificar sus condiciones, denunció a través de sus publicaciones, la situación de las mujeres privadas de la libertad. En 1930 invita a feministas de la talla de Belén de Sárraga a dar una charla en el Instituto Nacional Mejía en la ciudad de Quito y posteriormente recorrieron varias ciudades del país promoviendo los derechos sociales de las mujeres. Belén Segarra fue además, invitada por Ugarte a dar una conferencia en él y en La Confederación Obrera del Guayas. En los años 40 Ugarte participa como mentora en representación de Ecuador, en la organización internacional femenina del Comité de las Américas de la liga Internacional Femenina por la Paz y Libertad.

## Obra
- Revista la Mujer (publicada en 1905)
- Articulista periódico El Grito del Pueblo
- Articulista de la revista El tesoro del hogar (Semanario fundado por Lastenia Larriva de Llona bajo el seudónimo de Zarelia.)
- Articulista revista La Ondina del Guayas
- Articulista de El hogar Cristiano
- Articulista Periódico El Imparcial
- Articulista y directora del Diario La Prensa
- Articulista periódico El Ecuatoriano
- Articulista periódico El Comercio (Ecuador)
- Articulista El Universo (periódico)